# Aeroportul Köln/Bonn
Aeroportul Köln-Bonn (germană: Flughafen Köln/Bonn, numit și Konrad-Adenauer-Flughafen sau Flughafen Köln-Wahn) (IATA: CGN, ICAO: EDDK) este un aeroport internațional situat în rezervația naturală Wahner Heide, la 15 km sud-est de centrul orașului Köln și la 16 km nord-est de Bonn. Este al șaselea aeroport ca mărime din Germania. În 2007 numărul pasagerilor a crescut la 10,47 milioane, de la 9,9 milioane în 2006. 

## Traficul de pasageri
|  | Graficele sunt indisponibile din cauza unor probleme tehnice. Mai multe informații se găsesc la Phabricator și la wiki-ul MediaWiki. |

Vezi interogarea Wikidata.

## Companii aeriene și destinații
| Companii aeriene                                | Destinații |
| ----------------------------------------------- | --- |
| Air Arabia Maroc                                | Nador |
| Air France operat de HOP!                       | Paris-Charles de Gaulle |
| Air VIA                                         | Sezonier: Burgas, Varna |
| Atlasjet                                        | Sezonier: Antalya |
| Austrian Airlines operat de Tyrolean Airways    | Viena |
| Bulgaria Air                                    | Sezonier: Varna |
| Bulgarian Air Charter                           | Sezonier: Burgas |
| Condor                                          | Sezonier: Antalya, Palma de Mallorca |
| easyJet                                         | Londra-Gatwick |
| EuroLOT                                         | Heringsdorf |
| Freebird Airlines                               | Charter Sezonier: Istanbul-Atatürk |
| Eurowings                                       | Barcelona, Bari, Berlin, Bologna, Budapesta, Catania, Dresda, Edinburgh, Friedrichshafen, Hamburg, Istanbul-Sabiha Gökçen, Klagenfurt, Las Palmas de Gran Canaria, Leipzig/Halle, Lisabona, Londra-Heathrow, Londra-Stansted, Manchester, Marrakesh (începând cu 9 noiembrie 2013), Milano-Malpensa, Moscova-Vnukovo, Napoli, Nisa, Palermo, Palma de Mallorca, Pisa, Praga, Pristina, Roma-Fiumicino, Rostock-Laage, Salzburg, Sarajevo-International, Split, Stockholm-Arlanda, Tel Aviv-Ben Gurion, Salonic, Veneția-Marco Polo, Viena, Zagreb, Zürich Sezonier: Ankara, Antalya, Atena, Bari, Bastia, Cagliari, Casablanca, Corfu, Dublin, Dubrovnik, Faro, Fuerteventura, Heraklion, Hurghada, Ibiza, Izmir, Jerez de la Frontera, Kavala, Kos, Lamezia Terme, Mykonos, Nador, Olbia, Pula, Reykjavik-Keflavik, Rhodos, Rijeka, Santorini, Tangier, Tenerife-South, Tirana, Tunis, Verona, Zadar Charter Sezonier: Alghero, Calvi, Enfidha, Kayseri, Trabzon, Varna |
| Iran Air                                        | Teheran-Imam Khomeini |
| KLM operat de KLM Cityhopper                    | Amsterdam |
| Lufthansa                                       | München |
| Lufthansa Regional operat de Lufthansa CityLine | München |
| Nesma Airlines                                  | Hurghada |
| Norwegian Air Shuttle                           | Alicante (începând cu 31 octombrie 2013), Málaga (începând cu 31 octombrie 2013), Oslo-Gardermoen, Las Palmas de Gran Canaria (începând cu 31 octombrie 2013), Tenerife-South (începând cu 31 octombrie 2013) |
| Nouvelair                                       | Sezonier: Djerba, Enfidha |
| Pegasus Airlines                                | Adana, Ankara, Istanbul-Sabiha Gökçen, Izmir, Kayseri |
| Ryanair                                         | Faro, Girona, Málaga, Palma de Mallorca, Tenerife-South |
| Sky Work Airlines                               | Berna |
| SunExpress                                      | Izmir, Antalya, Bodrum, Istanbul-Sabiha Gökçen |
| SunExpress Deutschland                          | Antalya, Dalaman, Gaziantep, Hurghada, Izmir, Kayseri, Marsa Alam, Las Palmas de Gran Canaria, Sharm el-Sheikh, Trabzon |
| TUIfly                                          | Las Palmas de Gran Canaria Sezonier: Adana, Antalya, Boa Vista, Fuerteventura, Funchal, Heraklion, Hurghada, Kos, Palma de Mallorca, Rhodos, Sal, Samsun, Tel Aviv-Ben Gurion, Tenerife-South |
| Turkish Airlines                                | Istanbul, Ankara |
| Ural Airlines                                   | Moscova-Domodedovo |
| Wizz Air                                        | Cluj, Gdańsk, Katowice |